# Ascochilus
Ascochilus là một chi thực vật có hoa trong họ, Orchidaceae.